# Cuba (mythologie)
Cuba is de Romeinse godin die waakt over de kinderen in hun bed en hen zegent als ze slapen. 
Haar naam is afgeleid van het Latijnse werkwoord cubare, dat de primaire betekenis van "liggen" heeft. Het is gerelateerd aan het woord cubiculum dat "slaapkamer" of "bed" betekent.  
Zoals haar zus Cunina die een specifieke betrekking op zuigelingen in wiegen heeft, lijkt het erop dat Cuba is verantwoordelijk voor de bescherming van jonge kinderen die in een bed slapen en geen zuigelingen meer zijn. Ze wordt geassocieerd met andere beschermende godinnen van de kindertijd, zoals Educa die het voedsel voor de kinderen zegent en Potina die hun drankje zegent. Er wordt gezegd dat zij de zus is van zowel Cunina en Rumina, de godin van de borstvoeding.  
Een andere betekenis van Cuba is "liggen omdat men ziek is" of zelfs "liggen omdat men dood is" en het is waarschijnlijk ook Cuba die aangebeden werd om zieke kinderen te helpen en de dood te vermijden. Misschien is Cuba dan niet alleen een beschermend type die kinderen beschermt als ze slapen, maar ook een genezende godin die zieke kinderen helpt door beter te rusten en te slapen. 
Cuba is soms verbonden met Juno, hetzij als een aspect van die godin of als een van haar medewerkers. Juno, de Romeinse moedergodin, was vooral bezig met de bevalling en gezonde kinderen.